# Saint-Bonnet-de-Chavagne
Saint-Bonnet-de-Chavagne è un comune francese di 637 abitanti situato nel dipartimento dell'Isère della regione dell'Alvernia-Rodano-Alpi.

## Società

### Evoluzione demografica
Abitanti censiti